# 清荒神駅
清荒神駅（きよしこうじんえき）は、兵庫県宝塚市清荒神一丁目にある、阪急電鉄宝塚本線の駅。駅番号はHK-55。
開業より清荒神清澄寺への参拝に利用され、駅は清荒神の参詣道に直結している。

## 歴史
- 1910年（明治43年）3月10日：箕面有馬電気軌道（阪急の前身）開通と同時に開業[3]。阪急では最古の駅のひとつである。
- 2013年（平成25年）12月21日：駅番号導入[4][5]。

## 駅構造
相対式ホーム2面2線を有する地上駅。分岐器や絶対信号機を持たないため、停留所に分類される。駅舎は大阪梅田方面ホーム側にあり、反対側の宝塚行ホームとは地下道で連絡している。宝塚行ホームの宝塚寄りには臨時改札口があり、正月等の多客時に使用されていたが、2005年末に改装され常時使用されることとなった。これにより、地下道を通らずとも宝塚行ホームで直接乗降することが可能になった。上りホームには行灯式の発車標が設置されているが、通常は使用されず、主に正月3が日（1月1日 - 1月3日）のみ使用する。
トイレは大阪方面ホームにある。

### のりば
| 号線 | 路線      | 方向 | 行先                                   |
| ---- | --------- | ---- | -------------------------------------- |
| 1    | ■宝塚本線 | 下り | 宝塚・神戸・西宮北口・仁川・今津方面   |
| 2    | ■宝塚本線 | 上り | 大阪梅田・十三・箕面・京都・北千里方面 |

※実際には構内にのりば番号表記はないが、スマートフォン向けアプリ「阪急沿線ナビ TOKKアプリ」の発車案内機能では、宝塚方面が1号線、大阪梅田方面が2号線と表示されている。

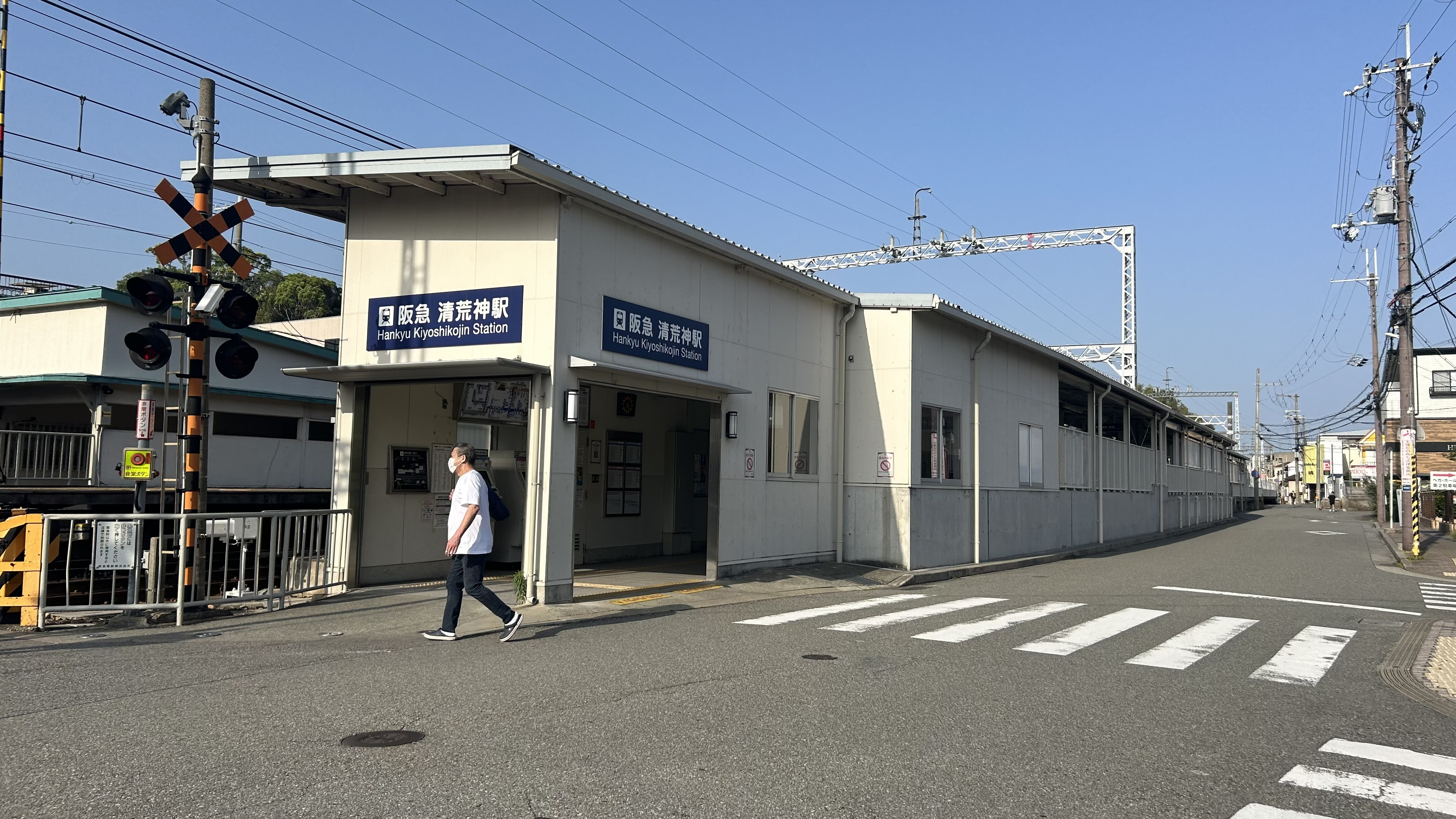
宝塚方面駅舎
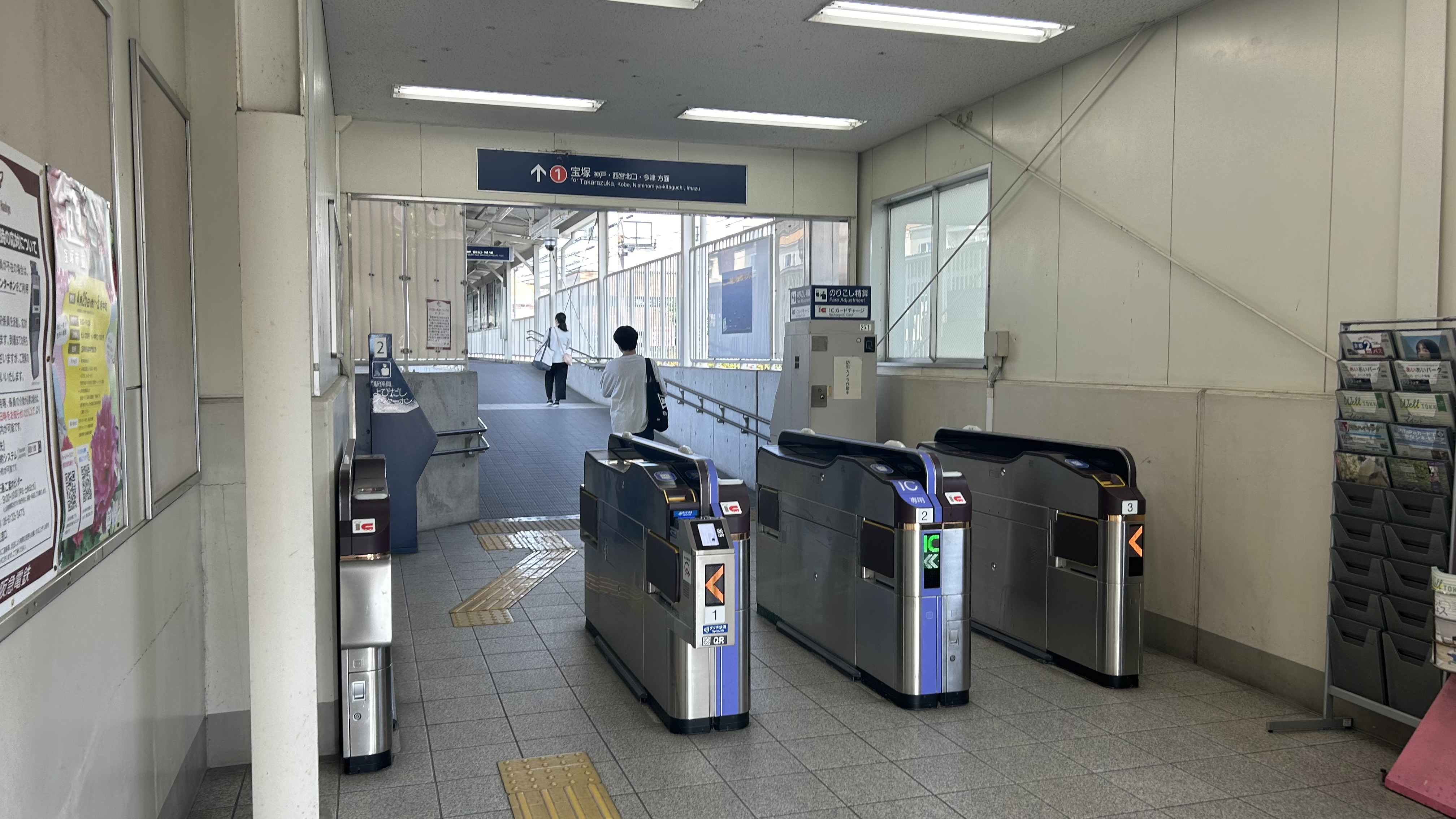
南改札口
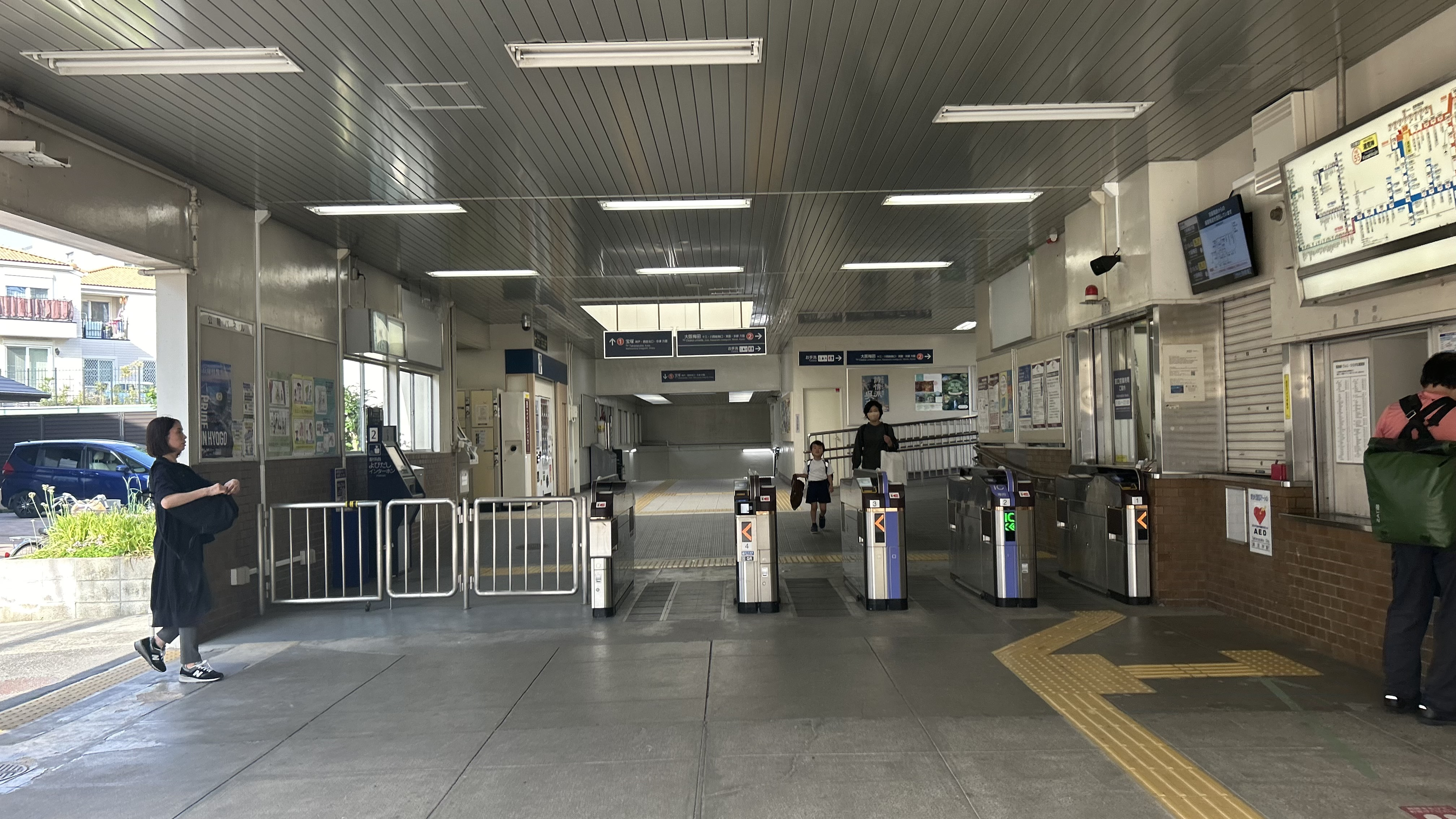
北改札口
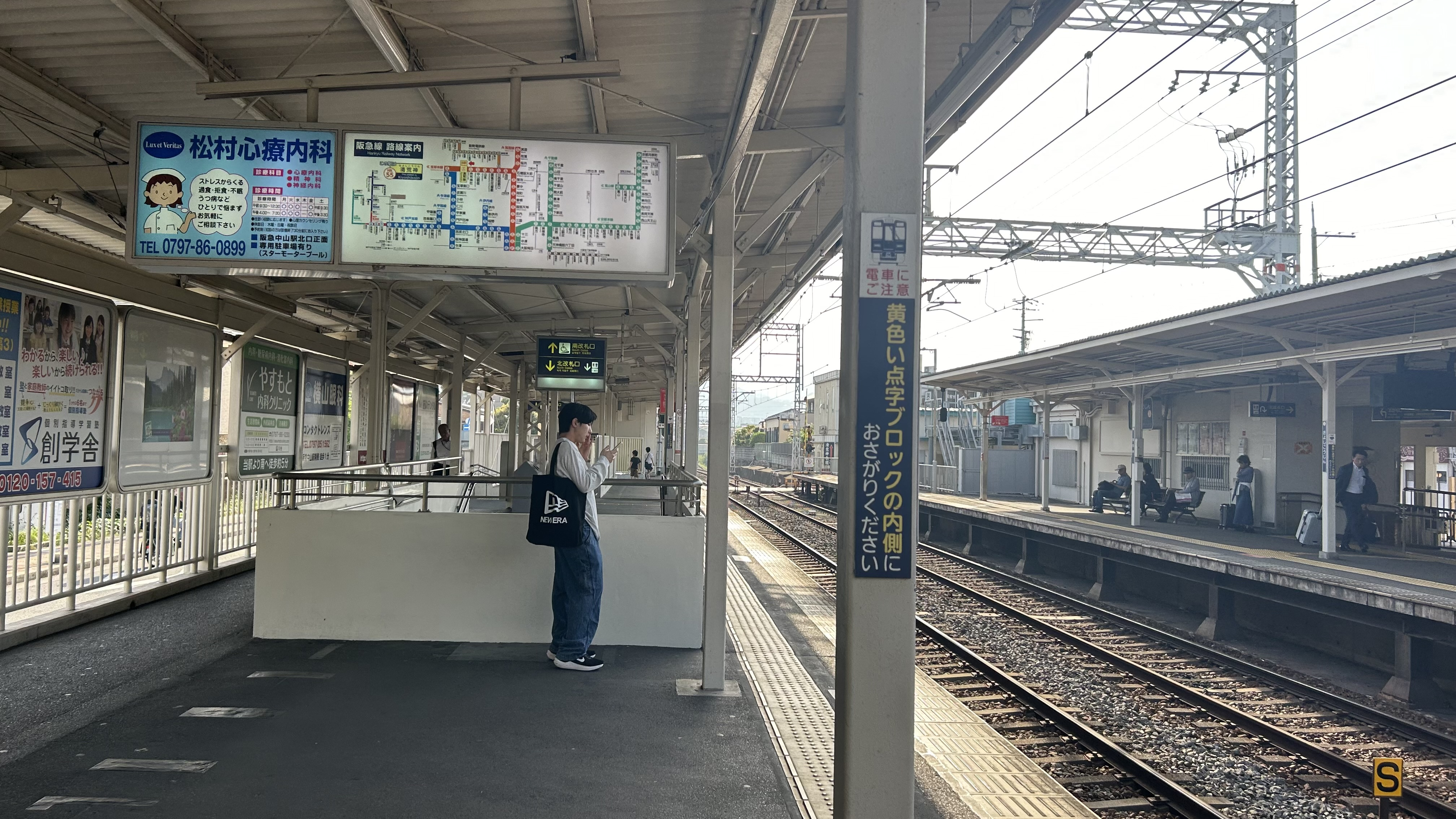
宝塚方面ホーム
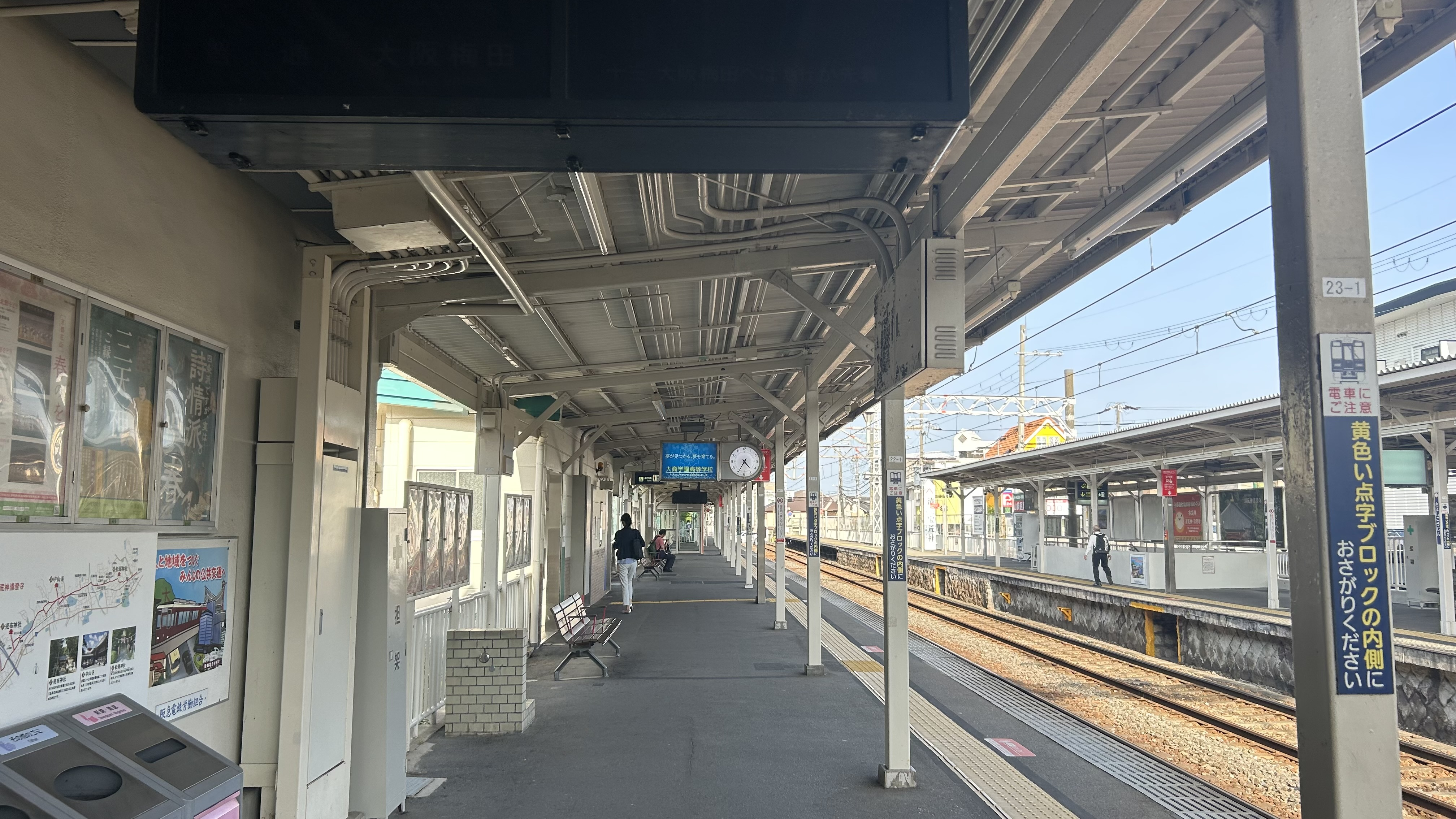
大阪方面ホーム
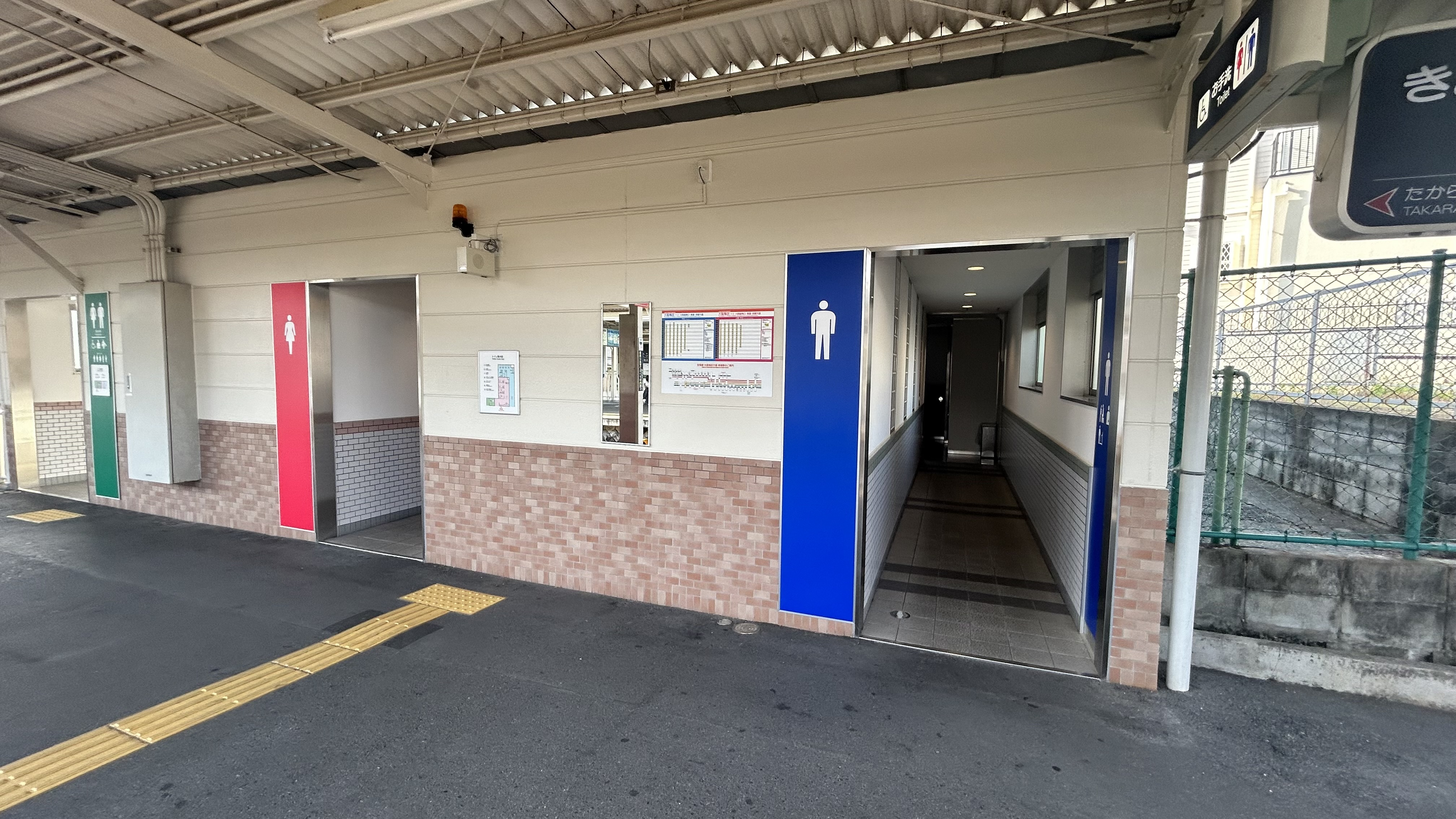
トイレ
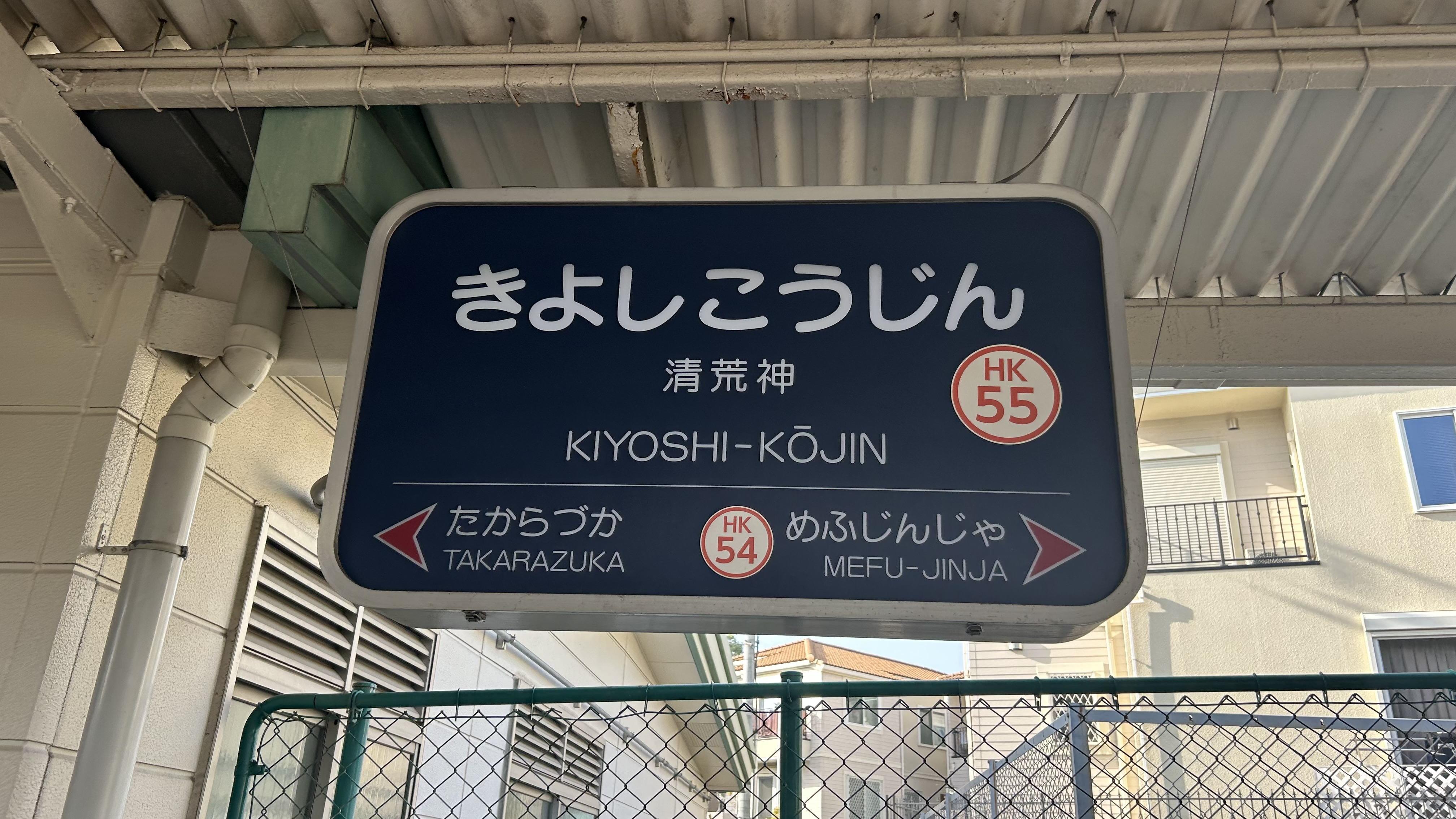
駅名標

## ダイヤ
毎時6本が発車する。急行は豊中まで、準急（平日朝ラッシュ時のみ運転）は曽根まで各駅に停車する。

## 利用状況
2023年（令和5年）の通年平均の乗降人員は6,946人である。阪急電鉄の駅では牧落駅に次いで第79位。阪急宝塚本線の駅では最も乗降人員が少ない。
2019年（令和元年）のある特定日における1日の乗降人員は8,212人である。
各年度の特定日における1日の乗車・乗降人員推移は下表の通り。
| 年度               | 特定日   | 特定日   |
| 年度               | 乗降人員 | 乗車人員 |
| ------------------ | -------- | -------- |
| 1996年（平成08年） | 7,485    | 3,790    |
| 1997年（平成09年） | 8,638    | 4,292    |
| 1998年（平成10年） | 9,171    | 4,546    |
| 1999年（平成11年） | -        | -        |
| 2000年（平成12年） | 8,567    | 4,482    |
| 2001年（平成13年） | 6,858    | 3,551    |
| 2002年（平成14年） | 6,921    | 3,511    |
| 2003年（平成15年） | 5,285    | 2,610    |
| 2004年（平成16年） | 6,756    | 3,408    |
| 2005年（平成17年） | 6,995    | 3,721    |
| 2006年（平成18年） | 6,357    | 3,198    |
| 2007年（平成19年） | 6,638    | 3,373    |
| 2008年（平成20年） | 7,286    | 3,732    |
| 2009年（平成21年） | 6,623    | 3,409    |
| 2010年（平成22年） | 6,974    | 3,565    |
| 2011年（平成23年） | 7,441    | 3,701    |
| 2012年（平成24年） | 7,064    | 3,615    |
| 2013年（平成25年） | 8,183    | 4,170    |
| 2014年（平成26年） | 7,822    | 3,883    |
| 2015年（平成27年） | 8,063    | 4,104    |
| 2016年（平成28年） | 8,138    | 4,140    |
| 2017年（平成29年） | 8,267    | 4,205    |
| 2018年（平成30年） | 8,159    | 4,148    |
| 2019年（令和元年） | 8,212    | 4,176    |

## 駅周辺
- 清荒神清澄寺[2]
- 大林寺
- 宝塚市立中央図書館[2]
- 宝塚市立文化施設ベガ・ホール - パイプオルガンを備える。
- 宝塚清荒神郵便局
- 宝塚旭町郵便局
- 兵庫県宝塚警察署
- 兵庫県阪神北県民局宝塚総合庁舎
- 関西学院初等部（ただし生徒の通学駅としては使えないことになっている）

## 隣の駅
阪急電鉄
■宝塚本線
■急行・■通勤急行・■準急・■普通（通勤急行は宝塚行きのみ、準急は大阪梅田行きのみ運転）
売布神社駅 (HK-54) - 清荒神駅 (HK-55) - 宝塚駅 (HK-56)